# 14420 Massey
14420 Massey este un asteroid din centura principală de asteroizi.

## Descriere
14420 Massey este un asteroid din centura principală de asteroizi. A fost descoperit pe 30 septembrie 1991 la Siding Spring de Robert H. McNaught. Asteroidul prezintă o orbită caracterizată de o semiaxă mare de 3,01 ua, o excentricitate de 0,12 și o înclinație de 11,2° în raport cu ecliptica.